# 빅터 토킹 머신 컴퍼니

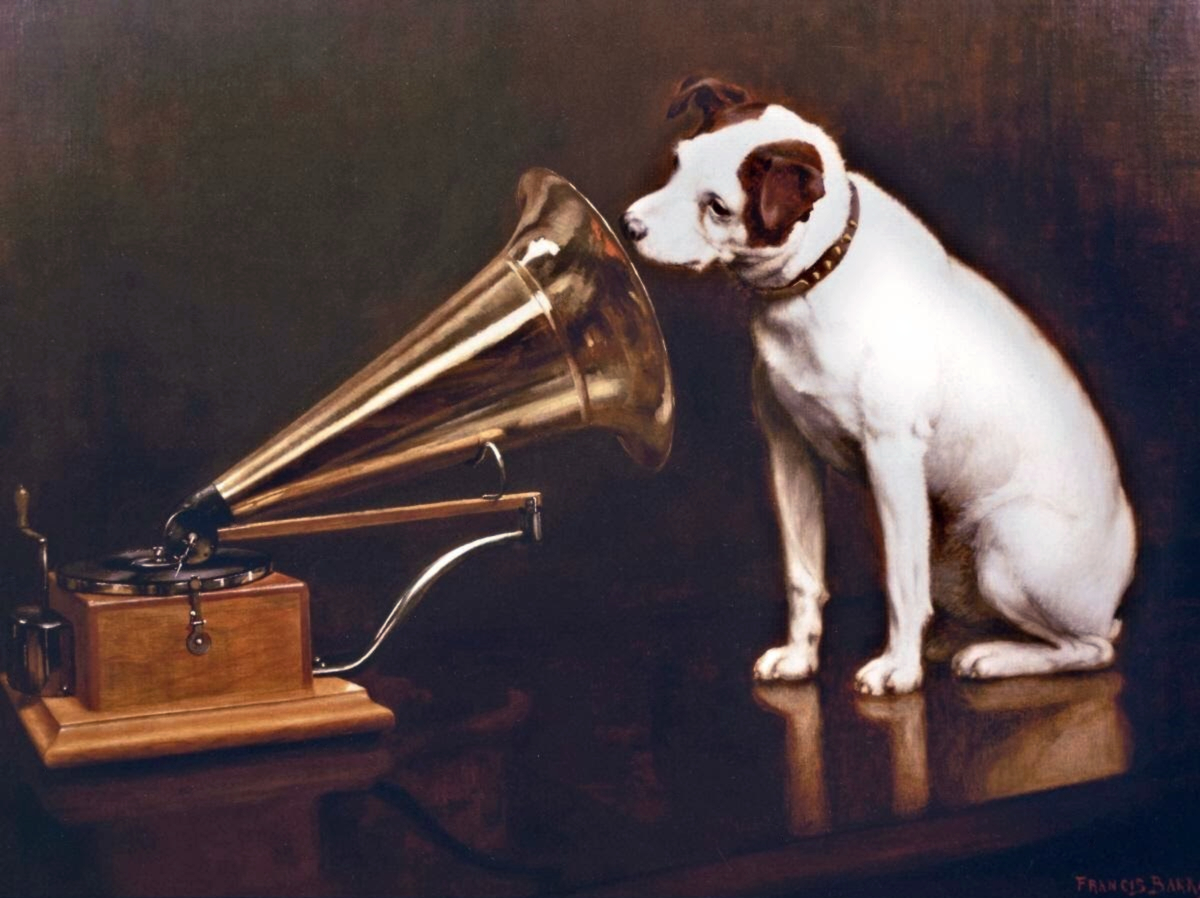
개 "니퍼"와 "His Mater's Voice" 로고

빅터 토킹 머신 레코드(Victor Talking Machine Company)는 미국의 음반, 축음기 생산 제조의 제일차 회사였다. 뉴저지주 캠던에 위치하여 있었다. "His Master's Voice"를 로고로 사용한 것으로 잘 알려져 있다.
기왕에 그래모폰을 제조, 에밀레 베를리너의 취입반의 재생에 성공한 엘드리지 R. 존스가 세웠다. 베를리너, 존슨, 이들의 사업 동무들이 서로간에 몇 차례의 법적 공방을 치른 끝에, 예의 두 명이 피차의 특허를 규합하고자 합병의 형태로 세운 것이 토킹 머신 컴퍼니다. 이 특허에는, 존스의 음반 품질 개선 특허도 포함돼 있다. 1901년, 컬럼비아 레코드에 본인들 음반 특허의 사용을 인가하기 직전 공식적으로 법인 조직이 되었다.